# Aldzulup
Aldzulup är en ort i Mexiko.   Den ligger i kommunen Tancanhuitz och delstaten San Luis Potosí, i den centrala delen av landet, 240 km norr om huvudstaden Mexico City. Aldzulup ligger 349 meter över havet och antalet invånare är 345.
Terrängen runt Aldzulup är huvudsakligen kuperad, men åt nordväst är den platt. Aldzulup ligger uppe på en höjd. Runt Aldzulup är det ganska tätbefolkat, med 124 invånare per kvadratkilometer. Närmaste större samhälle är Tancanhuitz de Santos, 4,7 km sydväst om Aldzulup. I omgivningarna runt Aldzulup växer huvudsakligen savannskog.